# Гилюй
Гилю̀й е река в Азиатската част на Русия, Далечния Изток, Амурска област, десен приток на Зея от басейна на Амур. Дължината ѝ е 545 km, която ѝ отрежда 174-то място по дължина сред реките на Русия.
В горното си течение реката тече в посока запад-югозапад, а след устието на десния си приток Тинда (при 362 km), на 5 km източно от град Тинда завива на югозапад и запазва тази посока до устието си. Басейнът на реката е изграден от магмени и метаморфни скали: гнайси, кристални шисти, кварцити и др.
Река Гилюй се образува от сливането на двете малки реки Ляв Гилюй и Десен Гилюй, водещи началото си от южните склонове, в централната част на Становите планини (Станов хребет), на 690 m н.в., в северната част на Амурска област. В горното течение реката има планински характер, в средното – полупланински, а в долното – равнинен. След образуването си Гилюй тече в U-образна долина, като при пресичането на ниски хребети, отделящи се на юг от Становите планини долината ѝ добива проломен характер. Ширината на коритото не превишава 30 m, а заливна тераса се образува само в малките долинни разширения. След устието на река Кудули (ляв приток) коритото ѝ се разширява до 80 m, а заливната тераса я има от двете страни и достига до 500 m ширина. След устието на река Малък Гилюй (десен приток) ширината на коритото достига до 130 m. След устието на река Могот (при 388 km, десен приток) течението на реката става праволинейно и се дели на ръкави с дълги и тесни острови между тях, а заливната тераса достига ширина до 1,5 – 2 km. След като завие на югозапад долината на Гилюй и заливната му тераса се стесняват, а течението прави завои с големи радиуси. След това долината отново се разширява, коритото достига до 250 – 300 m ширина, а заливната тераса от 1,5 до 3 km. Преди изграждането на Зейското водохранилище Гилюй се е вливал отдясно в река Зея при нейния 680 km, а сега се влива в Гилюйския залив на водохранилището, на 322 m н.в., като 63 km от долното течение на реката са залети („удавени“) от водите на водохранилището.
Водосборният басейн на Гилюй има площ от 22,5 хил. km2, което представлява 9,66% от водосборния басейн на река Зея и се простира в северната част на Амурска област, като заема част от южните склонове на Становите планини и района между тях на север и хребета Тукурингра на юг. Климатът в басейна на реката е остро континентален: средна януарска температура -32 °C, средна юлска – +18 °C. Годишната сума на валежите е около 500 mm, които падат предимно под формата на дъжд през летния сезон. Над 80% от басейна на реката е покрит с широколистна тайга.
Водосборният басейн на Гилюй граничи със следните водосборни басейни:
- на северозапад и север – водосборния басейн на река Лена, вливаща се в море Лаптеви;
- на изток, североизток и югозапад – водосборните басейни на реките Брянта, Уркан (Десен Уркан) и други по-малки, десни притоци на Зея;
- на запад – водосборния басейн на река Олдой, ляв приток на Амур.

Река Гилюй получава множество притоци с дължина над 10 km, като 2 от тях са с дължина над 100 km::
- 388 ← Могот 110 / 2260
- 362 ← Тинда 112 / 4280

Подхранването на реката е предимно дъждовно. Характерно е слабо пролетно пълноводие и епизодични големи летни прииждания в резултат на поройни дъждове, които многократно превишават пролетното пълноводие, които повишават речното ниво със 7,1 m. Среден годишен отток 299 m3/s, което като обем се равнява на 9,437 km3, максимален отток 3910 m3/s, минимален 4,43 m3/s. Зея замръзва през октомври, а се размразява през май.
По течението на реката има само едно постоянно населено място – село Маревая, разположено на Байкало-Амурската железопътна линия, на която близо 100 km от нейното трасе преминава по долината на реката в горното ѝ течение.